# Ulvsund
Ulvsund er farvandet mellem Sjælland og Møn. Den største dybde er ca. 18 m, og farvandet krydses af Dronning Alexandrines Bro.
I Ulvsund ligger bl.a. øerne Langø og Tærø.
54°59′N 12°09′Ø / 54.983°N 12.150°Ø